# 徐中行 (宋朝)
徐中行（？—1123年），临海人。宋朝理学家、教育家，《宋史》/卷459有人物传记记载，其有三子，分别是徐庭槐、徐庭兰和徐庭筠，与其子徐庭筠合称二徐先生。其以“孝、悌、睦、姻、任、恤、中、和”八种善德闻名，人称“八行先生”。曾得司马光称赞，因愤世嫉俗，隐居黄岩委羽山。二徐墓位于临海市沿江镇下白岩村的后山上，有宋朝理学家朱熹题词。墓面刻石，中为：“徐正定先生及子温节先生之墓”；右为：“署临海县事黄兆台巡视修复”左为：“大清嘉庆十三年冬浙江巡抚阮元祥题”。

## 延伸阅读
[在维基数据编辑]
 《宋史/卷459》，出自脱脱《宋史》